# Софт@Mail.Ru
Софт@Mail.Ru — аннотированный российский интернет-каталог, который содержит большое количество бесплатного и условно бесплатного программного обеспечения, а также предоставляет свежие новости в области информационных технологий и обзоры популярных программных продуктов.

## Описание
Веб-портал предлагает пользователям многочисленные популярные программы для бесплатной загрузки, а также предоставляет услуги по размещению независимым разработчикам своих программ в каталогe. Софт@Mail.Ru сотрудничает с Softline и Allsoft, для оказания помощи разработчикам в продаже программного обеспечения.
Все программы разделены на тематические категории, каждая из которых включает в себя другие подкатегории. Софт@Mail.ru предоставляет поиск, рейтинг программ недели, список новинок, систему вопрос-ответ, форум, подписку на рассылки новостей Софт@Mail.Ru, а также проводит вебинары и конкурсы. На сайте присутствует новостной блог, журналисты которого ежедневно предоставляют новости, статьи и пресс-релизы в области информационных технологий, а также видео-обзоры и фото-отчёты.
16 декабря 2014 года было завершено сотрудничество с СофтЛайн, и проект Софт Mail.Ru был финализирован.

## Премия «Софт года»
Премия «Софт года» это национальная премия в области программного обеспечения, которая была впервые введена в 2007 году, с тех пор, в конце каждого года номинировалось более 250 программ, за которые отдавали голоса около 20 тысяч пользователей каталога. В числе номинирующих программ, может оказаться как крупные или небольшие производители программного обеспечения, так и независимые разработчики.[уточнить]
В конце каждого года подводится итог на лучшую программу «Софт года» в номинациях «Интернет и коммуникации», «Система», «Безопасность», «Дизайн и мультимедиа», «Наука и образование», «Дом и семья», «Программы для мобильных устройств» и «Деловые программы».

### Список победителей по годам
|                  | 2007 год                                                                         | 2008 год                                                         |
| ---------------- | -------------------------------------------------------------------------------- | ---------------------------------------------------------------- |
| Веб-сайт         | 1. Антивирус Касперского (электронная версия) 2. QIP 3. Табель сотрудников       | 1. RadioClicker 2. QIP Infium 3. AIMP                            |
| Дизайн           | 1. HDDlife Pro 2. AIMP 3. RadioClicker                                           | 1. HDDlife Pro 2. AIMP 3. RadioClicker                           |
| Интерфейс        | 1. AIMP 2. RadioClicker 3. QIP                                                   | 1. AIMP 2. RadioClicker 3. Навител Навигатор 3                   |
| Поддержка        | 1. RadioClicker 2. Outpost Firewall Pro 7.5 3. Древо Жизни                       | 1. Домашняя бухгалтерия 2. RadioClicker 3. Навител Навигатор 3   |
| Справка          | 1. КонсультантПлюс 2. Табель сотрудников 3. Disk Write Copy Professional Edition | 1. Словарь ABBYY Lingvo x5 20 языков DVD 2. AIMP 3. RadioClicker |
| Технологии       | 1. Outpost Firewall Pro 7.5 2. AIMP 3. Disk Write Copy Professional Edition      | 1. Kaspersky Internet Security 2. ReactOS 3. AIMP                |
| Функциональность | 1. AIMP 2. Outpost Firewall Pro 7.5 3. Домашняя бухгалтерия                      | 1. AIMP 2. Навител Навигатор 3 3. USB Safely Remove              |

|                                   | 2009 год                                                                              | 2010 год                                                                             | 2011 год                                                                                                 |
| --------------------------------- | ------------------------------------------------------------------------------------- | ------------------------------------------------------------------------------------ | --- |
| Безопасность                      | 1. Outpost Firewall Pro 7.5 2. Outpost Security Suite Pro 7.5 3. Антивирус Dr.Web 7.0 | 1. Outpost Security Suite Pro 7.5 2. ESET NOD32 Антивирус 5 3. Антивирус Касперского | 1. Outpost Security Suite Pro 7.5 2. Kaspersky Internet Security 3. ESET NOD32 Антивирус 5               |
| Деловые программы                 | 1. Клиентская база 2. ELMA: Бесплатная версия 3. Учетная система КИС Lack             | 1. КИАСУО 2. Помощник для ТСЖ 3. WinBlack Pro                                        | 1. Школьный портал 2. Простой бизнес 3. ServiceMY                                                        |
| Дизайн и мультимедиа              | 1. AIMP 2. RadioClicker 3. ФотоДЕКОР                                                  | 1. AIMP 2. All My Movies 3. Xstar Radio                                              | 1. AIMP 2. Сайткрафт 3. All My Movies                                                                    |
| Дом и семья                       | 1. Домашняя бухгалтерия 2. Древо Жизни 3. All My Books                                | 1. Домашняя бухгалтерия 2. Древо Жизни 3. Балаболка                                  | 1. Домашняя бухгалтерия 2. Древо Жизни 3. All My Books                                                   |
| Интернет и коммуникации           | 1. СитиГид 2. Навител Навигатор 3. MyChat                                             | 1. Мультибар от Тикно 2. MyChat 3. CommFort                                          | 1. MyChat 2. CommFort 3. Traffic Inspector                                                               |
| Наука и образование               | 1. TranslateIt! for Windows 2. Конструктор тестов easyQuizzy 3. Конструктор тестов    | 1. АнтиДвоечник 2. ОРФО 2010 Lite для Mac 3. Конструктор тестов                      | 1. LearnWords Windows 2. Амион 3. Конструктор тестов easyQuizzy                                          |
| Программы для мобильных устройств |                                                                                       | 1. Домашняя бухгалтерия для КПК 2. Навител Навигатор 3. SPB Mobile Shell Symbian     | 1. СитиГид 2. Домашняя бухгалтерия для КПК 3. Прогноз погоды, Барометр и Землетрясения для коммуникатора |
| Система                           | 1. AnVir Task Manager 2. ReactOS 3. 7-Zip                                             | 1. AnVir Task Manager 2. Ubuntu, Linux 3. BitTally                                   | 1. AnVir Task Manager 2. Обнови Софт 3. Algorius Net Viewer                                              |